# Elymové
Elymové (řecky Elymoi, latinsky Elymi) byli starověkým národem, který obýval západní část Sicílie během doby bronzové a klasické antiky.

## Původ

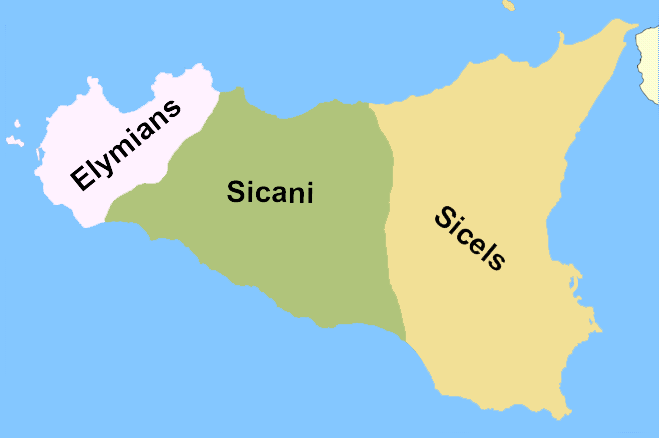
Pravděpodobné rozmístění tří italických národů obývajících Sicílii

Přesný původ elymského národa je neznámý, avšak na základě archeologických nálezů je možné, že přesídlili na Sicílii z Anatolie v Malé Asii. Řekové je považovali za potomky Trójanů; Thúkydidés tvrdil, že jejich předky byli utečenci z Tróje. Skupina Trójanů prý po konci trójské války, když Achájové zničili jejich město, po dlouhé pouti přes Středozemní moře přistála na Sicílii. Smísili se se zdejšími Sikany a založili nový lid jménem Elymové. Podle Vergilia byli na Sicílii dovedeni hrdinou Akestem.
Kromě mytologie je o Elymech, o jejich kultuře a identitě známo jen málo určitého. Z archeologických nálezů z mladší doby železné (zhruba 1000 – 500 př. n. l.) se nedají odlišit od svých sikanských sousedů. Zdá se tedy, že přijali mnohé znaky kultury od řeckých kolonistů na Sicílii. Také postavili významný chrám v Segestě a užívali řecké alfabety k zapisování vlastního jazyka. Tento jazyk se však doposud nepodařilo rozluštit.

## Historie

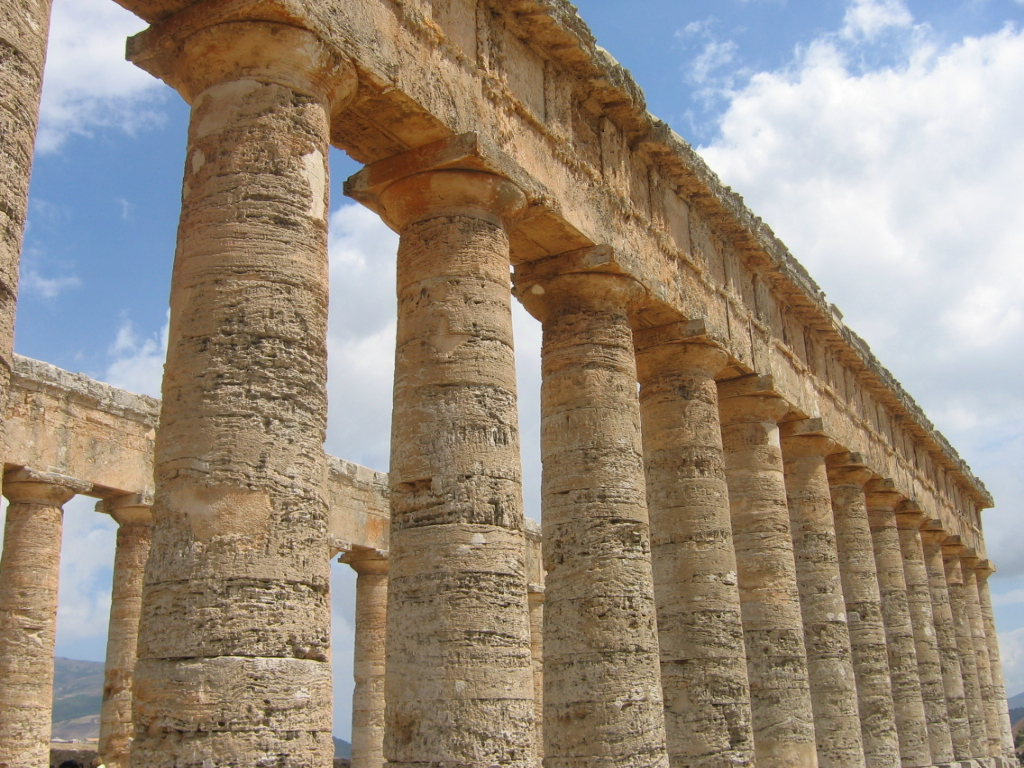
Sloupořadí chrámu v Segestě

Elymové udržovali dobré vztahy (a spojenectví) s Kartágem, naproti tomu však soupeřili s expanzionistickými řeckými koloniemi na (jiho)západě Sicílie, zejména Selinuntem. Hraniční spory se Selinúntem vyústily v otevřenou válku, která se po roce 580 př. n. l. několikrát opakovala. Elymové se původně spojili proti Selinúntu s Athénami, což vedlo ke katastrofální athénské] výpravě na Sicílii v letech 415–413 př. n. l. Po tomto neúspěchu přesvědčili Elymové k útoku na Selinús Kartagince. Ti na něj roku 409 př. n. l. úspěšně zaútočili a zničili jej. O půldruhého století později, během První punské války (264–241 př. n. l.), se však Elymové proti Kartágu obrátili a spojili se s Římem, který nakonec Sicílii ovládl.
Římané, sami odvozující svůj původ z Tróje, uznali trójské kořeny i u Elymů a proto je osvobodili od daní a udělili jim privilegovaný status. Elymové pak během nadvlády Římanů zmizeli z historické scény; pravděpodobně splynuli se zbytkem sicilské populace.

## Oblast osídlení
Elymové se dělili o západní Sicílii se Sikany, Féničany a později také Řeky. Jejich tři nejvýznamnější města byla Segesta, jež byla politickým centrem, Eryx (moderní Erice a v době Elymů jejich náboženské centrum) a Entella. Jiná města byla Elima, Halyciae (v moderních italských pramenech nazývaná Alicia), Iatae, Hypana a Drepanon (dnešní Trapani).